# MMKS Energa Katarzynki Toruń
Le MMKS Energa Katarzynki Toruń est un club polonais de basket-ball féminin appartenant à la PLKK, soit le plus haut niveau du championnat polonais. Le club est basé dans la ville de Toruń.

## Historique
Retour à la ligue en 2006.
Depuis 2006 en première division - PLKK. Dans les saisons 2009/2010 et 2011/2012 l'équipe a remporté les médailles de bronze.
Quatrième du championnat polonais en 2013-2014, le club candidate pour l'Euroligue à la suite de la défection du CCC Polkowice.

## Noms successifs
- 2005 - 2007 : Nova Trading Toruń

logo du Nova Trading Toruń

- Depuis 2007 : Energa Katarzynki Toruń

## Entraîneurs successifs
- Depuis ? à 2007 : Maciej Broczek
- pendant la saison 2007/2008 - trois formateurs : Dariusz Raczński (4 mois), Adam Prabucki (2 mois), Piotr Błajet (2 mois)
- 2008-2016 :  Elmedin Omanić
- 2016-2018 :  Algirdas Paulauskas

## Effectif 2014-2015
- Entraîneur :  Elmedin Omanic

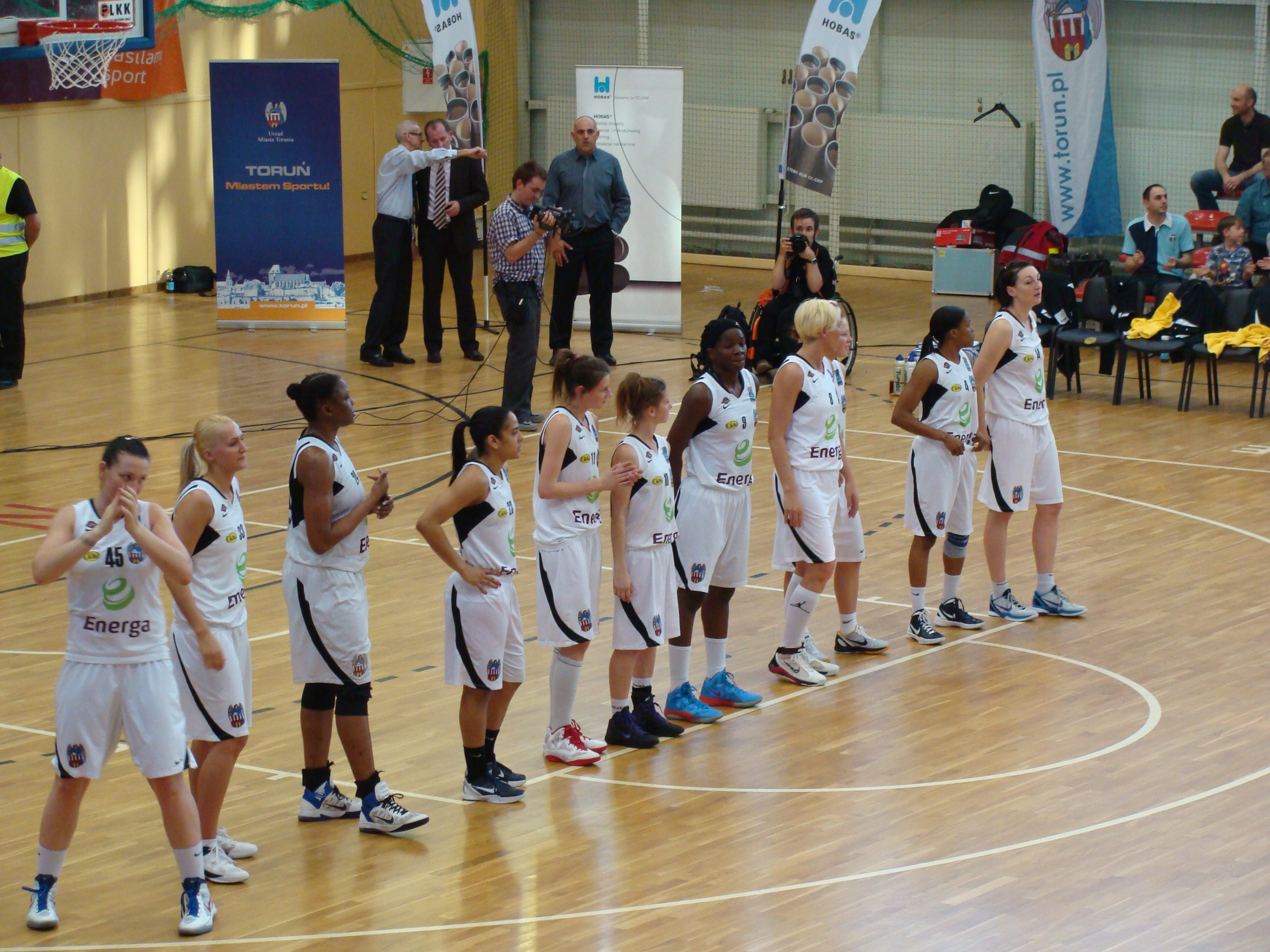
L'équipe en avril 2012.

- Entraîneur adjoint : Ilona Jasnowska

| Numéro | Nom                   | Date de naissance  | Taille (m) | Poste         | Nationalité        |
| ------ | --------------------- | ------------------ | ---------- | ------------- | ------------------ |
| 1      | Amanda Jackson        | 21 juin 1985       | 1,75       | arrière       | Arménie États-Unis |
| 7      | Kaja Darnikowska      | 19 mars 1997       | 1,83       | ailière       | Pologne            |
| 10     | Maurita Reid          | 17 juillet 1985    | 1,872      | meneuse       | États-Unis         |
| 11     | Tijana Ajdukovic      | 3 juin 1991        | 1,96       | pivot         | Serbie             |
| 15     | Aleksandra Pawlak     | 27 août 1984       | 1,88       | ailière forte | Pologne            |
| 21     | Katarzyna Suknarowska | 5 juillet 1987     | 1,69       | meneuse       | Pologne            |
| 22     | Agnieszka Fikiel      | 30 juillet 1987    | 1,95       | pivot         | Pologne            |
| 25     | Malgorzata Misiuk     | 23 mars 1991       | 1,84       | ailière forte | Pologne            |
| 28     | Agnieszka Makowska    | 25 février 1982    | 1,82       | ailière       | Pologne            |
| 30     | Rebecca Harris        | 15 avril 1986      | 1,73       | arrière       | États-Unis         |
|        | Julia Kucko           | 19 novembre 1999   | 1,73       | meneuse       | Pologne            |
|        | Tereza Pecková        | 10 juillet 1987    | 1,87       | ailière       | République tchèque |
|        | Roksana Plonka        | 17 juin 1997       | 1,80       | ailière       | Pologne            |
|        | Róza Ratajczak        | 1er septembre 1991 | 1,80       | arrière       | Pologne            |
|        | Jelena Velinovic      | 8 juin 1981        | 1,92       | pivot         | Serbie             |
|        | Marta Wieczynska      | 18 mai 1998        | 1,80       | arrière       | Pologne            |